# Tehama bonifatellus
Tehama bonifatellus là một loài bướm đêm trong họ Crambidae.